# Danny Huston
Daniel Sallis Huston (ur. 14 maja 1962 w Rzymie) – amerykański aktor i reżyser filmowy i telewizyjny, syn aktorki i autorki Zoe Sallis i reżysera Johna Hustona. Jego ojciec był angielskiego, szkocko-irlandzkiego, walijskiego i szkockiego pochodzenia, a matka miała pochodzenie indyjskie.

## Filmografia

### Filmy fabularne
- 1995: Zostawić Las Vegas (Leaving Las Vegas) jako barman
- 1997: Anna Karenina jako książę Stiepan Arkadiewicz Obłoński „Stiwa”
- 2003: 21 gramów (21 Grams) jako Michael
- 2004: Narodziny (Birth) jako Joseph
- 2004: Aviator (The Aviator) jako William John „Jack” Frye
- 2005: Propozycja (The Proposition) jako Arthur Burns
- 2005: Wierny ogrodnik (The Constant Gardener) jako Sandy Woodrow
- 2006: Maria Antonina (Marie Antoinette) jako Józef II
- 2006: Ludzkie dzieci (Children of Men) jako Nigel
- 2007: Numer 23 (The Number 23) jako Isaac French / dr Miles Phoenix
- 2007: Królestwo (The Kingdom) jako Gideon Young
- 2007: 30 dni mroku (30 Days of Night) jako Marlow
- 2008: Jak stracić przyjaciół i zrazić do siebie ludzi jako Lawrence Maddox
- 2009: X-Men Geneza: Wolverine jako pułkownik William „Bill” Stryker
- 2010: Furia (Edge of Darkness) jako Jack Bennett
- 2010: Starcie tytanów (Clash of the Titans) jako Posejdon
- 2010: Robin Hood jako król Ryszard Lwie Serce
- 2004: Jack, jakiego nie znacie (TV) jako Geoffrey Fieger
- 2011: Przygoda w Paryżu (Un monstre à Paris) jako Préfet Maynott (głos)
- 2011: Playoff jako Max Stoller
- 2012: Gniew tytanów (Wrath of the Titans) jako Posejdon
- 2012: Hitchcock jako Whitfield Cook
- 2013: Kongres (The Congres) jako Jeff Green
- 2014: Wielkie oczy (Big Eyes) jako Dick Nolan
- 2017: Wonder Woman jako Erich Ludendorff

### Seriale TV
- 2004: CSI: Kryminalne zagadki Las Vegas jako Ty Caulfield, menedżer kasyna
- 2008: John Adams jako Samuel Adams
- 2012–2013: Miasto cudów jako Ben „The Butcher” Diamond
- 2014: Masters of Sex jako dr Douglas Greathouse